# Teixuvà
Teixuvà (en hebreu תשובה, literalment tornada) és la pràctica de tornar als orígens del judaisme. També posseeix el sentit de penedir-se dels pecats propis d'una forma profunda i sincera. Aquell que passa pel procés de teixuvà amb èxit és anomenat baal teixuvà (בעל תשובה). Quan s'analitza la paraula amb el sentit de "penedir-se", aquesta consisteix en un procés en el qual la persona identifica les àrees en les quals es troba feble, examina les seves actituds i controla els seus desitjos i instints que la desvien del camí de Déu, retornant així al seu creador i Déu, Elohim. Teixuvà és la tornada al “Jo” original, les actituds dolentes de les persones són un ocultament de la seva ànima veritable.

## Procés de Teixuvà
El procés de Teixuvà consisteix en:
1. Penediment.
2. Cessació.
3. Confessió.
4. Resolució.

La Teixuvà de cada persona varia en la seva forma de ser i segons com la persona se senti en relació al judaisme.

### Penediment
El penediment en la Teixuvà és un autoconeixement positiu dels errors del jueu, i la consciència que malgrat mantenir una essència pura, s'ha fallat a complir amb el que s'espera d'ell.

### Cessació
La cessació és l'etapa on el jueu es deté en els seus mals hàbits, deixa els seus pecats enrere i comença a buscar una nova forma d'actuar.

### Confessió
És admetre els errors d'una manera humil i estant afligits segons la Torà, amb una actitud sincera.

### Resolució
La resolució és determinar no tornar a cometre els errors passats.

## La teixuvà a la Bíblia
En el context de la literatura bíblica, la teixuvà es presenta com un requisit fonamental del qual depèn la salvació tant col·lectiva com individual.

## Baal teixuvà
El terme s'ha referit històricament a un jueu que no ha guardat les pràctiques jueves, i que ha completat un procés d'introspecció tornant així al judaisme i a la moralitat. A Israel es fa servir el terme chozer beteixuvà (חוזר בתשובה), literalment "tornar al penediment". Els jueus que adopten la religió més tard durant la seva vida també són coneguts com a baalei teixuvà o chozerim beteixuvà.
Els pecats de l'home (encara que siguin a consciència), no el castiguen ni l'aparten. La teixuvà pot vèncer la decepció, transformar els mals hàbits innats, i resistir les febleses i els mals instints.
El precursor del moviment hassídic, el Baal Xem Tov (1698-1769), ensenyava que també un home jasid, “estudiós” i just havia de realitzar teixuvà. Va instruir que el servei del tzadik havia de radicar en un constant avanç i progrés. Cada dia la persona ha de trobar-se en un graó més proper a Déu i millorar les seves accions. Aquest és l'impuls de la Teixuvà. El viu penediment pel passat, el desig pel futur, i la franca aspiració de retornar a Déu, han de tornar-se en fets adequats. La demostració del seu penediment, i la seva sinceritat i profunditat, és el seu efecte sobre la vida real. La persona pot aconseguir la Teixuvà.